# Euphyia crocaria
Euphyia crocaria là một loài bướm đêm trong họ Geometridae.